# Helena Carter
Helena Carter pseudonimo di Helen Rickerts (New York City, 24 agosto 1923 – Culver City, 11 gennaio 2000) è stata un'attrice statunitense, attiva soprattutto nel cinema tra gli anni quaranta e i cinquanta.

## Biografia
Nata da una famiglia newyorkese di origini scozzesi, studiò alla Columbia University per intraprendere la carriera di insegnante. Tuttavia, per pagarsi gli studi, lavorò occasionalmente per la Conover Model Agency come modella per riviste di moda, attività che la portò rapidamente a diventare una nota ragazza copertina grazie all'intervento del fotografo Dick Isaacs. Venne scoperta casualmente dal celebre produttore cinematografico Leonard Goldstein che la scritturò per una intensa ma breve carriera nel cinema.
La sua prima pellicola fu il film drammatico Prigionieri del destino (1947), per la regia di Robert Siodmak. Successivamente, tra il 1947 ed il 1953 partecipò complessivamente a tredici pellicole, continuando a lavorare come modella, attività che le fece guadagnare le copertine della celebre rivista Life nel 1948. Nel corso della sua fugace carriera affiancò molti attori famosi fra cui James Cagney, George Raft e Ray Milland. Tra le pellicole da lei interpretate sono da ricordare il western L'ultima sfida (1951), al fianco del veterano del genere Randolph Scott e il fantascientifico Gli invasori spaziali (1953), un cult movie che fu anche la sua ultima interpretazione cinematografica.

## Filmografia
- Prigionieri del destino (Time Out of Mind), regia di Robert Siodmak (1947)
- Scritto sul vento (Something in the Wind), regia di Irving Pichel (1947)
- Contrabbando a Shanghai (Intrigue), regia di Edwin L. Marin (1947)
- La signora del fiume (River Lady), regia di George Sherman (1948)
- Soldato di ventura (The Fighting O'Flynn), regia di Arthur Pierson (1948)
- Non ci sarà domani (Kiss Tomorrow Goodbye), regia di Gordon Douglas (1950)
- La peccatrice dei mari del sud (South Sea Sinner), regia di H. Bruce Humberstone (1950)
- I filibustieri delle Antille (Double Crossbones), regia di Charles Barton (1951)
- L'ultima sfida (Fort Worth), regia di Edwin L. Marin (1951)
- Squilli al tramonto (Bugles in the Afternoon), regia di Roy Rowland (1951)
- Fuoco a Cartagena (The Golden Hawk), regia di Sidney Salkow (1952)
- La spia delle giubbe rosse (The Pathfinder), regia di Sidney Salkow (1952)
- Gli invasori spaziali (Invaders from Mars), regia di William Cameron Menzies (1953)

## Doppiatrici italiane
Nelle versioni in italiano delle opere in cui ha recitato, Helena Carter è stata doppiata:
- Micaela Giustiniani in Contrabbando a Shanghai
- Dhia Cristiani in La signora del fiume, I filibustieri delle Antille
- Fiorella Betti in Fuoco a Cartagena
- Gabriella Genta in Gli invasori spaziali